# Danzas de Ecuador

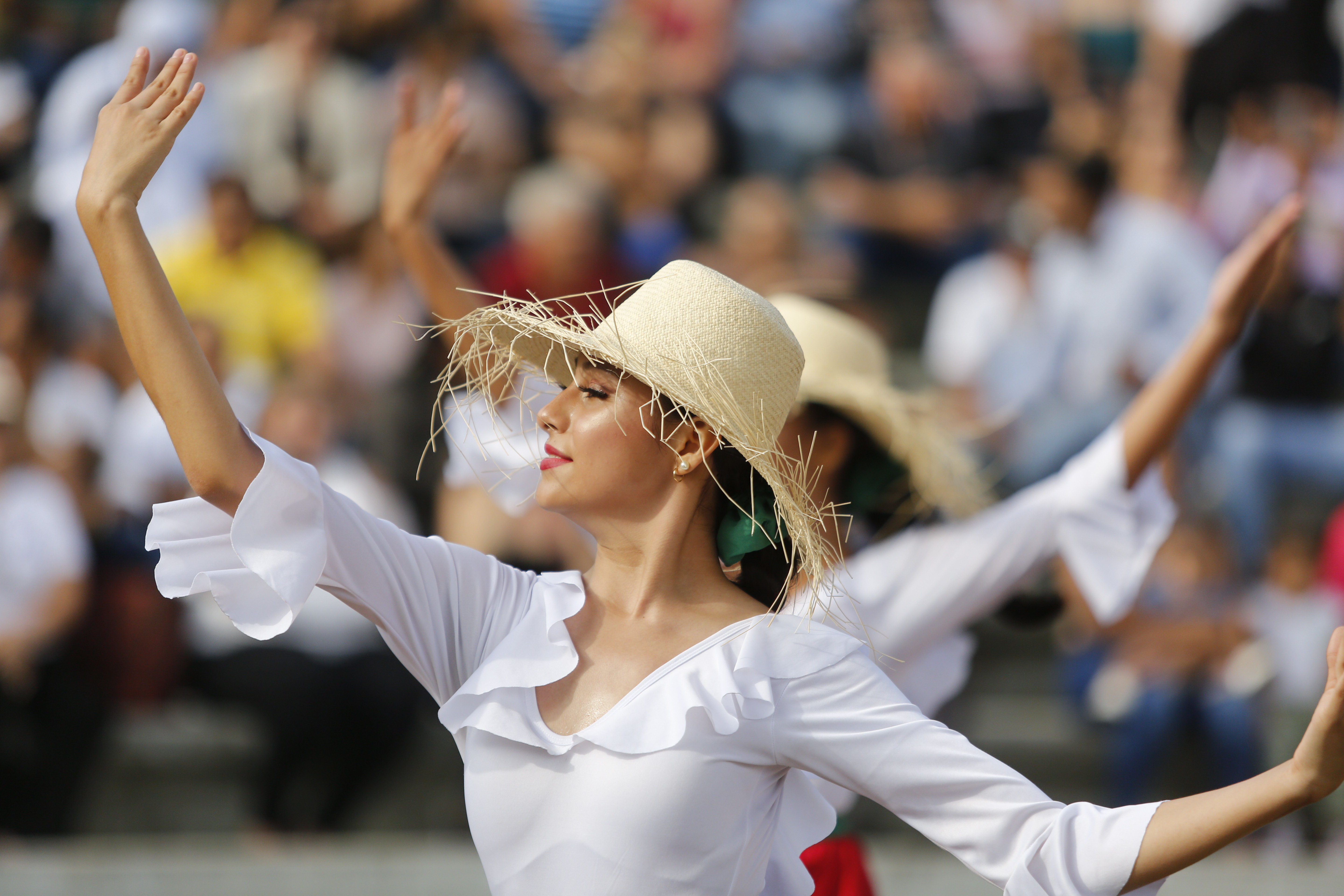
Danzando un amorfino con un sombrero de paja toquilla

Las danzas de Ecuador se han desarrollado históricamente alrededor de regiones específicas en el país. Este artículo describe las danzas desde las primeras manifestaciones indígenas, hasta las que se empezaron a popularizar durante la colonia. Continua con la extensa lista de danzas que se popularizaron durante el siglo XVIII y XIX especialmente en el litoral, donde la influencia de las contradanzas fue mayor. Termina desarrollando las danzas principales que se llevan a cabo en Ecuador en los distintos eventos especiales como festivales locales, carnavales de fiestas fundacionales de las ciudades donde se hacen desfiles. 

## Descripción
Según una clasificación cultural encontramos las siguientes danzas:
1. Afroecuatorianas: bomba, agua larga (y sus variantes agua corta y agua abajo), currulao, caramba (cruzada o bambuqueada), andarele, guabaleña, chafireña, canoita, fabriciano, caderona, torbellino, peregoyo, chigualo, mapalé, sanjuanito negro, marcha frune.
2. Montuvias: amorfino, alza, galope, polca, moño, jota, tábano, cuadrilla, chigualo, mojiganga, minueto.
3. Indígenas: sanjuanito, yaraví, yumbada, danzante, yawi, anent
4. Mestizas: albazo, aire típico, alza, tonada, chilena, pasacalle, pasillo.

Esta clasificación por origen a su vez puede ser contrastada por una a partir de la región, ya que muchas danzas afroecuatorianas, indígenas y montuvias ahora son compartidas por los mestizos que son la mayoría de la población ecuatoriana. De esta forma la cultura originaria se ha ido incluyendo dentro de la cultura mestiza a manera de asimilación. A las danzas mestizas tradicionalmente se las llamaba "danzas criollas" según los estudios del compositor Luis H. Salgado. Esta forma de concebir la música venía de la formación clásica de Salgado que usaba criterios difusionistas y evolucionistas, algo que era muy compartido en Ecuador a través del influjo de las ideas darwinistas en ese país. Por esta razón se consideraba que los sistemas musicales primitivos como los pentafónicos (tanto costeños, andinos y amazónicos), evolucionaban a un sistema tonal funcional europeo con siete sonidos. De esta manera, los sonidos primitivos como el yumbo y el danzante en Ecuador evolucionaban a las danzas criollas en este caso, el alza, el albazo, el aire típico, el pasacalle y la tonada.

### Bomba

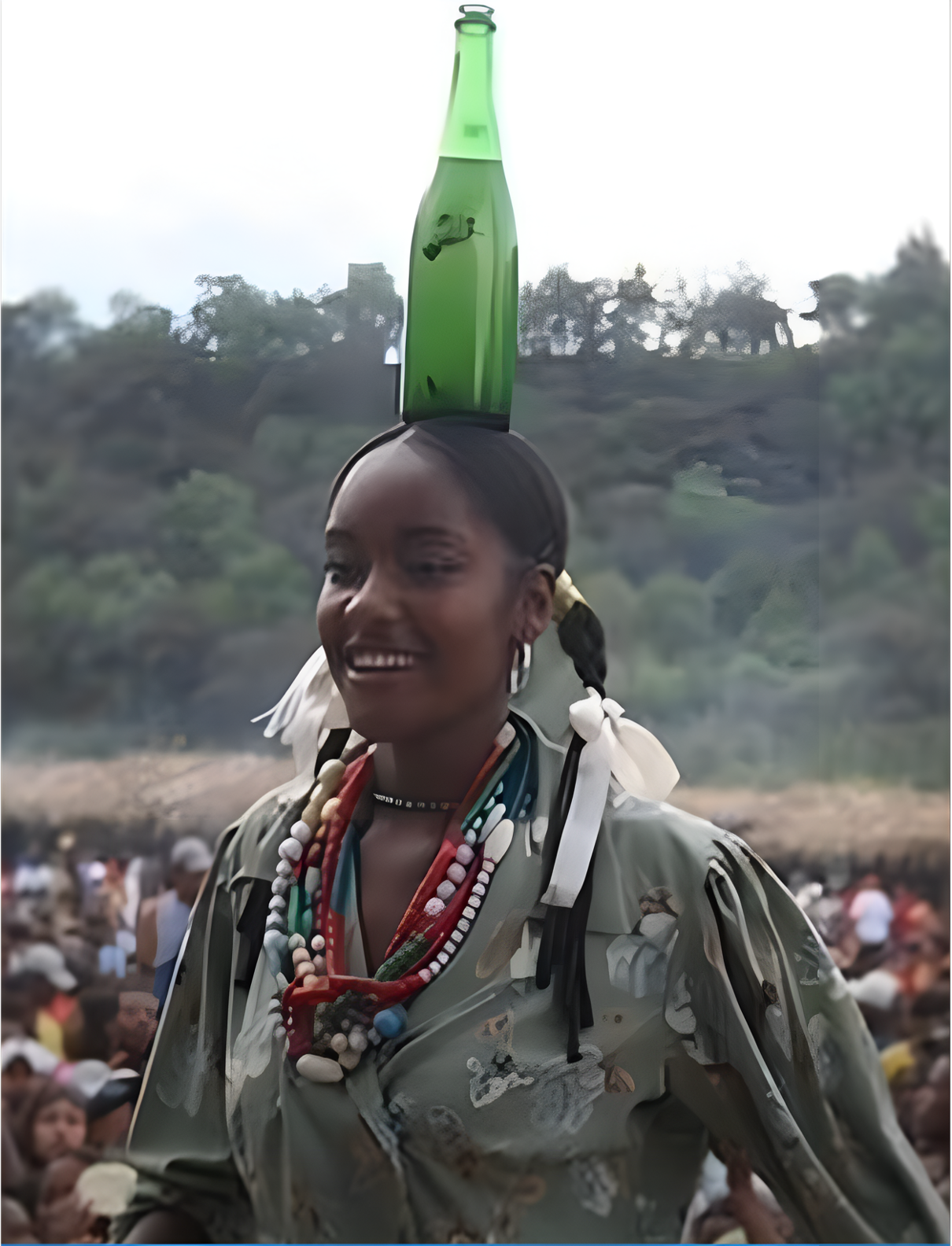
Mujer bailando bomba ecuatoriana

La bomba es un ritmo creado por los afroecuatorianos que viven en la sierra norte de Ecuador. Es interpretado generalmente con tambores junto con instrumentos de origen español o mestizo. Estos pueden ser: la guitarra, el requinto o el güiro. La interpretación más tradicional es a través de la banda mocha. En ritmo y velocidad puede variar desde un tiempo ligero bailable hasta una intensidad veloz típica de muchos ritmos africanos o afroamericanos. En este último caso la percusión invita al movimiento de la cadera y a bailar pegado en pareja.Por su parte las bandas mochas son la forma más originaria de interpretar las bombas y usan instrumentos muy artesanales como hojas de naranja, flautas, machetes, bombo y cornetas hechas de calabazo seco, además de puros, pencos, píenlas, etc.

### Albazo
El albazo se caracteriza por tener un compás ternario de 6/8 y ser de origen mestizo. Tiene una versión campesina y una ciudadana. Este género ha sido relacionado usualmente con las bandas de pueblo y las fiestas de fundación de cada ciudad. Dependiendo del tempo, el albazo puede ser bailado de manera lenta, generalmente al inicio de las fiestas populares o de manera muy rápida, invitando a saltar a las personas que están en la fiesta. Usualmente en ese momento se sacan los juegos pirotécnicos, ya bien entrada la noche. El nombre tiene relación con el alborada, y hace referencia a las bandas de pueblo que tocaban hasta el amanecer. Tiene relación además con el fandango, y la zamacueca. Otros investigadores han encontrado influencias de la cueca chilena y la zamba argentina.

### Amorfino

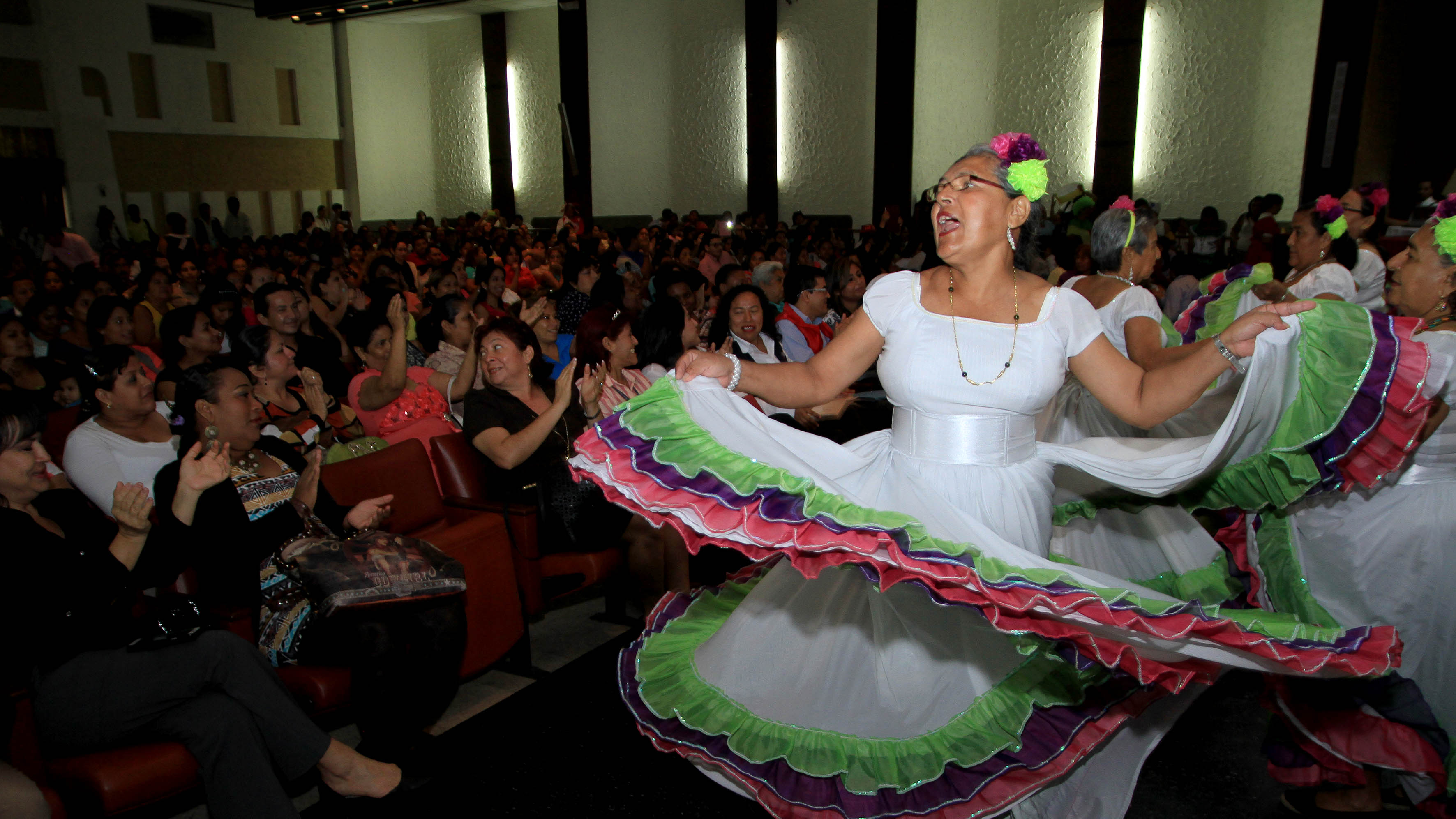
Danzas en Guayaquil

Los amorfinos al ser musicalizados después eran bailados por los montuvios. Si por un lado en las haciendas se bailaban valses y contradanzas, en el campo se bailaban los amorfinos musicalizados. Estos últimos tenían dos tipos de baile, ya sea el amorfino suelto o el entrelazado. Estos a su vez se dividía en tres posibles pasos, o formas de bailar:
1. El paso de la tonada: que es cuando las parejas bailan en su propio terreno marcando el paso con el pie derecho.
2. La punta talón: cuando los bailarines dejan su lugar inicial y empieza el hombre a bailar alrededor de la pareja mientras toca el suelo con la punta del pie y el otro con el talón.
3. La puerca raspada: cuando los bailarines bailan pasos golpeándose las pantorrillas con el empeine del pie. Se considera este tipo de baile como el equivalente campesino de la polka.

Estas formas de bailar el amorfino de manera más estructurada contrasta con los moños montuvios el resto de contradanzas populares en el litoral de Ecuador que incluyen a géneros más diversos, de origen europeo, como fueron el fandagno, el galope, la cuadrilla, etc.

### Moño

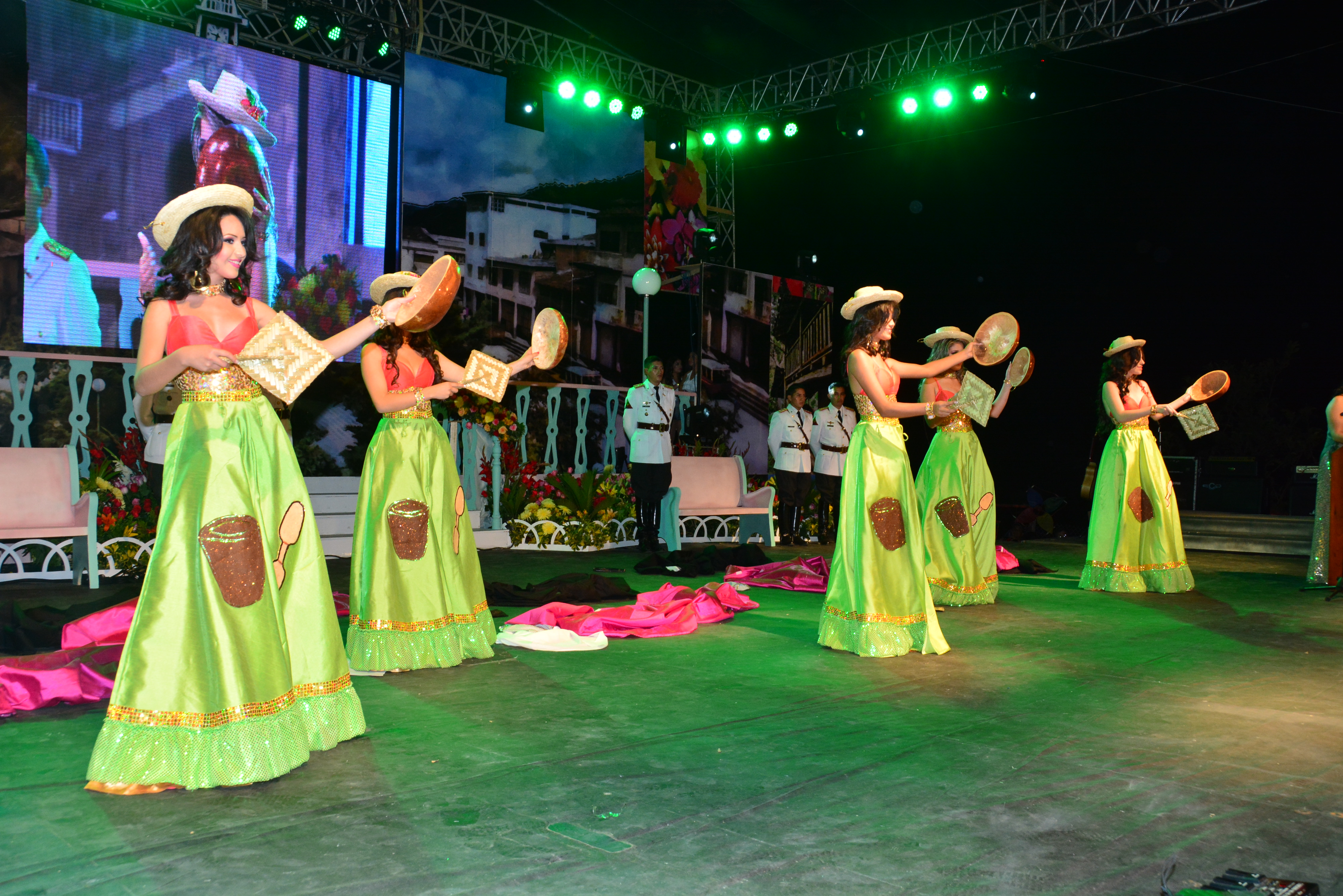
Grupo de danza folclórica en El Oro

También conocido como "moño montuvio" es una forma de referirse a la adaptación de las contradanzas al litoral ecuatoriano. De manera despectiva se les llamaba "baile de arroz quebrado". También son conocidos como "baile de lámpara" o "bailes de candil". Gozó de mucha popularidad, en especial durante el siglo pasado cuando fue impulsada por Rodrigo Chávez González y Guido Garay a través de sus presentaciones en cada pueblo del litoral, con el fin de evitar que se pierda esta danza característica y sea reemplazada con otros géneros musicales que estaban teniendo mucha acogida como fueron el pasacalle y la cumbia. Rodrigo Chávez la denominaría también como contradanza montuvia. Tuvo su origen en los bailes de salón republicano con fuerte influencia europea. Cuando fue adoptado por los montuvios en sus casas de caña, estos bailes de salón se convirtieron en moños. Existen algunos ejemplos como el "Costillar" o el denominado "Ají de queso" o "Toro rabón". Los bailes implicaban que una pareja se colocaba en el salón de baile en sentido diagonal, y que uno de los dos iba como toreando al otro. A juicio de Segundo Luis Moreno, en esta danza se encuentra el germen del pasillo.

### Sanjuanito
El sanjuanito es un baile típico del Ecuador tanto de los Andes como del litoral. Respecto al primero goza de popularidad en la zona norte. Se lo realiza en la fiesta de Sanjuan y tiene su origen en el calendario litúrgico católico que se estableció durante la Real Audiencia. Durante el siglo XX fue reclamado por las culturas indígenas como parte del inti raymi, cambiando la letra de las canciones y dejando de hacer alusión a San Juan y más bien exaltar la cultura indígena del norte de Ecuador. Su danza fue evolucionando hasta mezclarse con la cumbia, al retirar los instrumentos andinos y aprovechar que su compás es 2/4, al igual que la cumbia para poder volverlo más bailable. De esta forma se crearía el sanjuan mestizo que se lo baila en otras fechas distintas al inti raymi y con canciones que tienen letras con temas variados, desde romance hasta historias. Por su parte el Sanjuanito negro conserva aún su vínculo con el calendario litúrgico católico y es interpretado con marimba.

### Caramba

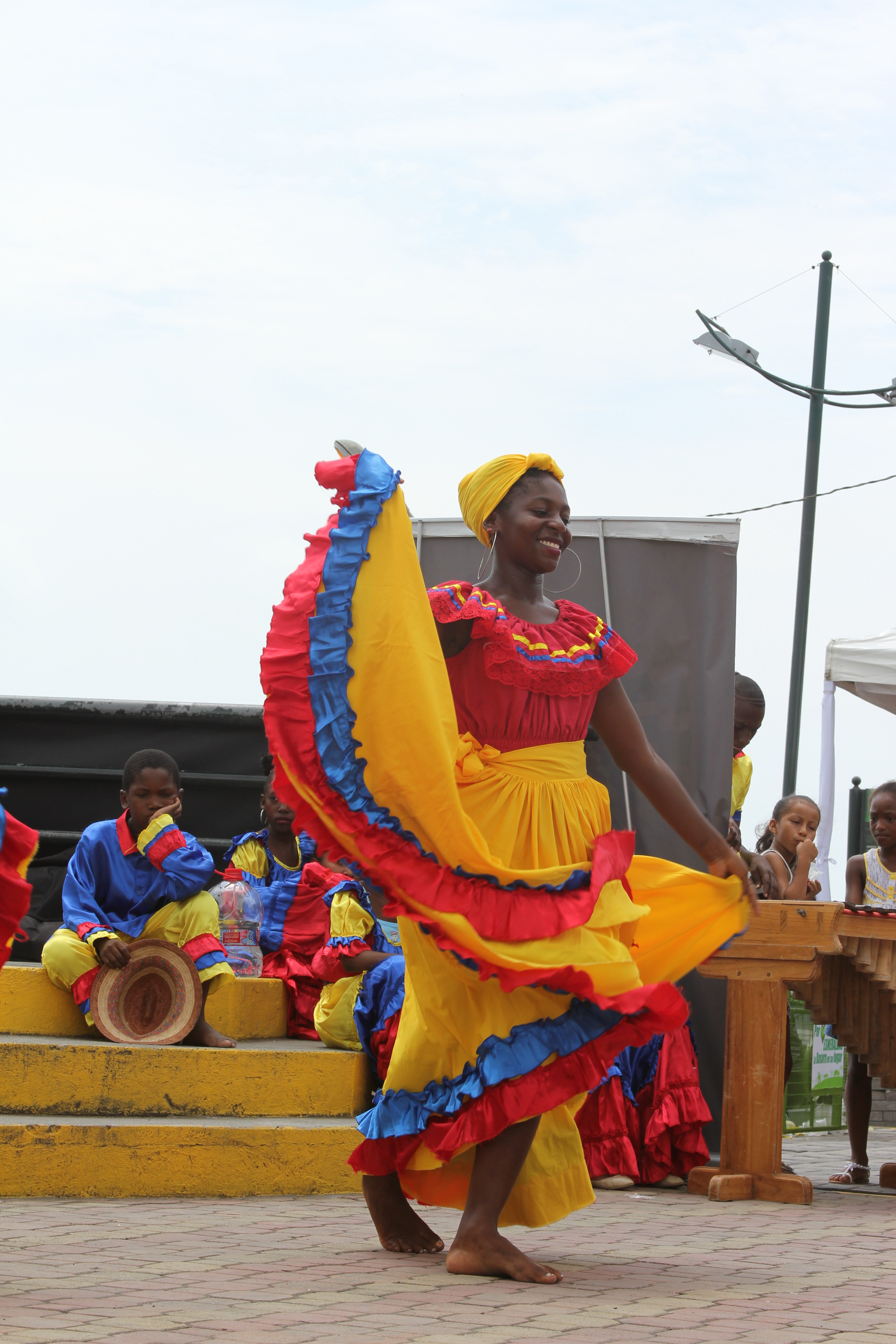
Ecuatoriana bailando

La caramba se puede referir tanto a la caramba cruzada o la bambuqueada, es muy influenciado por el género conocido como bambuco, o currulao en Colombia. Su baile es en pareja frente a frente. Se incluye en esta categoría a otros ritmos como son:
- Guabaleña que es una variante del caramba bambuqueada
- Chafireña Ritmo más rápido que la caramba bambuqueada
- Canoíta es la danza tradicional del pescador
- Fabriciano se desarrolló durante la Guerra de Concha y es un calto que exalta la valentía de los hombres
- Caderona es un baile que exalta lo femenino y su belleza
- Torbellino es usualmente dedicado a los niños y también hace referencia a la falda, o pollera de las mujeres cuando se mueve como un torbellino
- Peregoyo ritmo compartido con Colombia
- Andarele uno de los más conocidos por la interpretación de la marimba y su estilo bambuquiado con compás binario en 2/4.

### Pasacalle
El pasacalle es uno de las danzas más difundidas en Ecuador. Goza de mucha popularidad tanto en la costa como en la sierra, debido a que en este género se hicieron las principales composiciones de las canciones oficiales de cada ciudad. Este género está relacionado con la música clásica en Ecuador puesto que a través de los conservatorios, los compositores no solamente hacían marchas e himnos oficiales para las ciudades e instituciones, también era frecuente que hagan pasillos y pasacalles. El primer caso con un carácter más solemne y oficial, buscando la elegancia, mientras que en el segundo caso se buscaba lo festivo, optando por tempos más rápidos y letra alegre. El compás binario hacía que la danza de este género se popularice mucho, alcanzando el estatus actual.

### Pasillo
El pasillo en sus orígenes al ser un vals era principalmente bailado. En su forma actual es un género que más bien se relaciona a las serenatas y a un tempo lento, que también puede ser bailado. Esta estrechamente ligada a los bailes de salón europeos que eran muy populares en Ecuador del siglo XIX. A juicio de Segundo L. Moreno, el origen de las danzas de pasillos populares a inicios del siglo XX se encuentra en los moños o bailes de candil del litoral ecuatoriano. Aunque también podrían estar relacionados con amorfinos entrelazados donde los protagonistas son parejas. En la actualidad el pasillo esta viviendo una renovación y se está fusionando con otros géneros musicales, lo que a su vez va a afectar la forma en la que es danzado.

### Ballet
El ballet en Ecuador se ha desarrollado a través de los grupos que se han desarrollado de manera particular, así como los que están adscritos a instituciones oficiales como la Casa de la Cultura. Trabaja muy de cerca con las organizaciones de teatro y ópera. Generalmente las presentaciones se enfocan en representar momentos importantes en la historia de Ecuador como la independencia y la revolución. También representan obras literarias canónicas de este país, así como modernizan danzas tradicionales folclóricas.

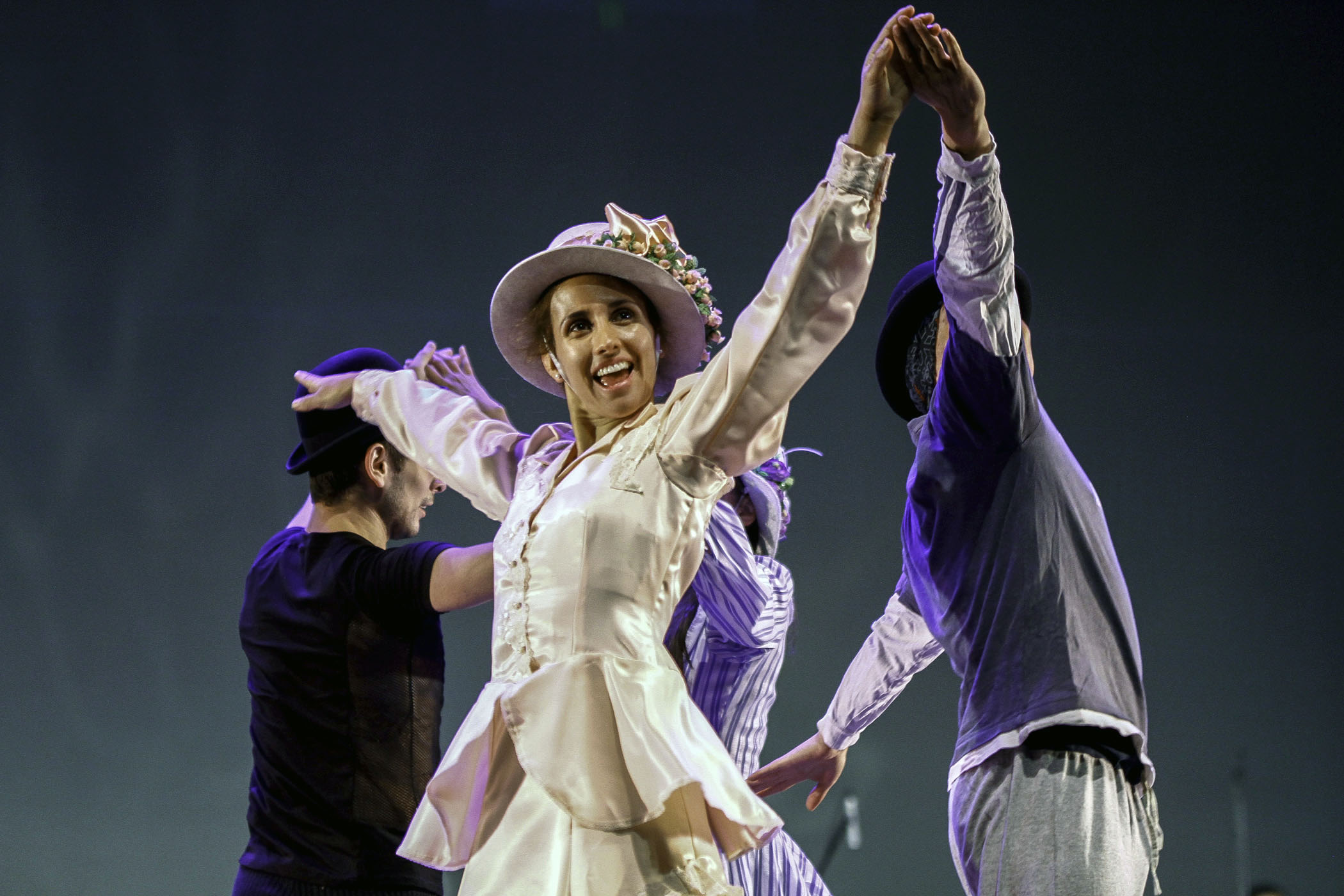
Danza en homenaje a Eloy Alfaro y la revolución liberal
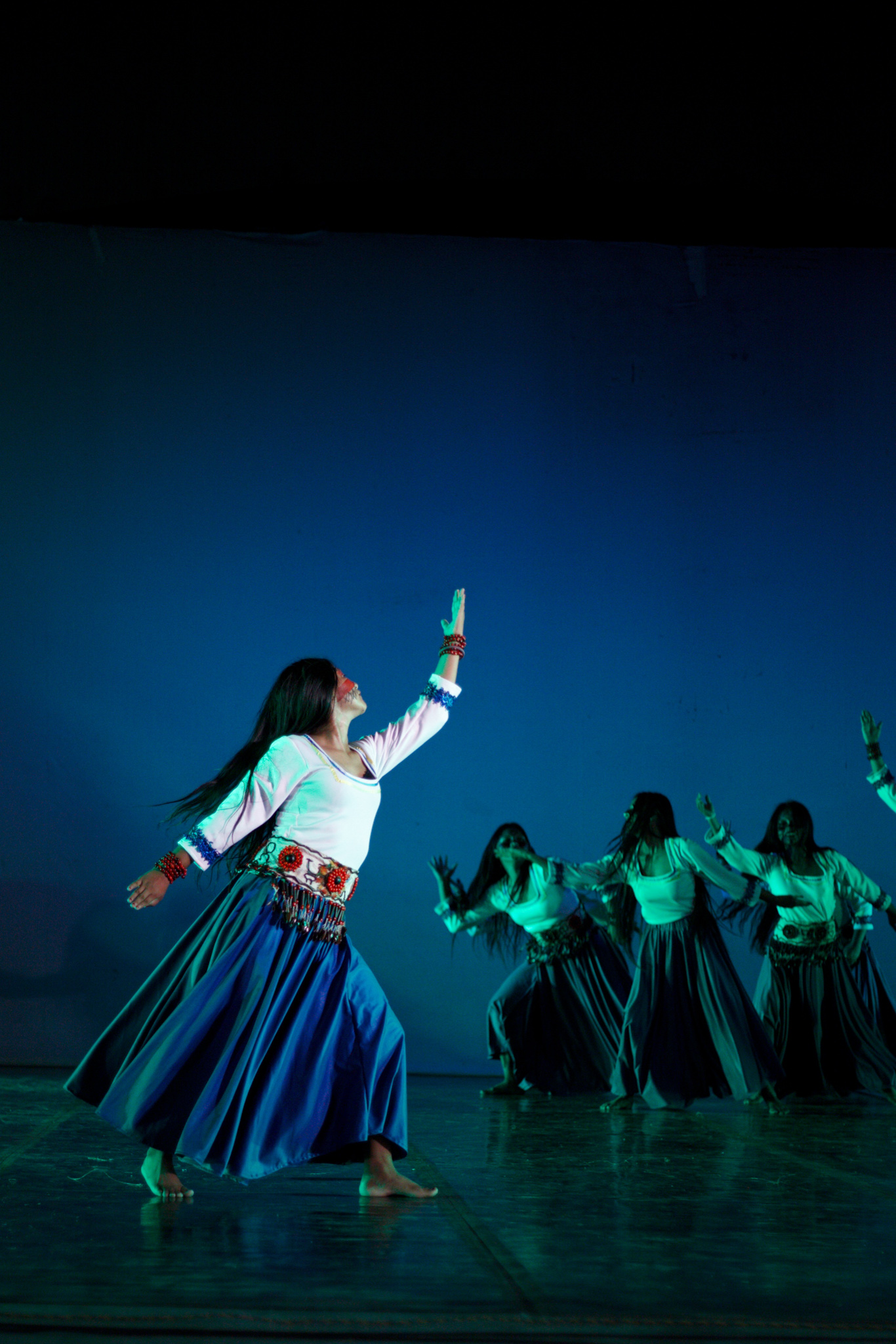
Danza del pájaro fantasma de la cultura amazónica
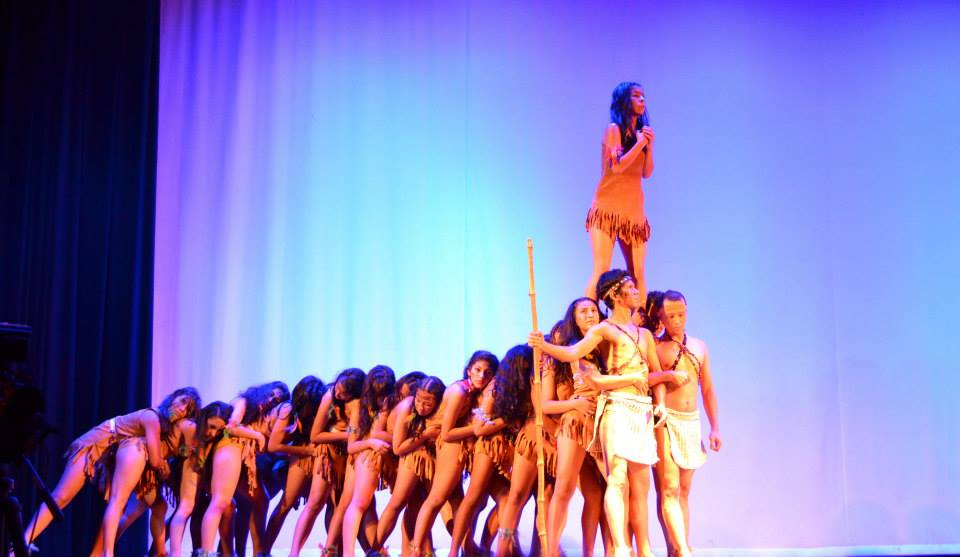
Ballet de la Casa de la Cultura Ecuatoriana Núcleo del Guayas presentando Cumandá
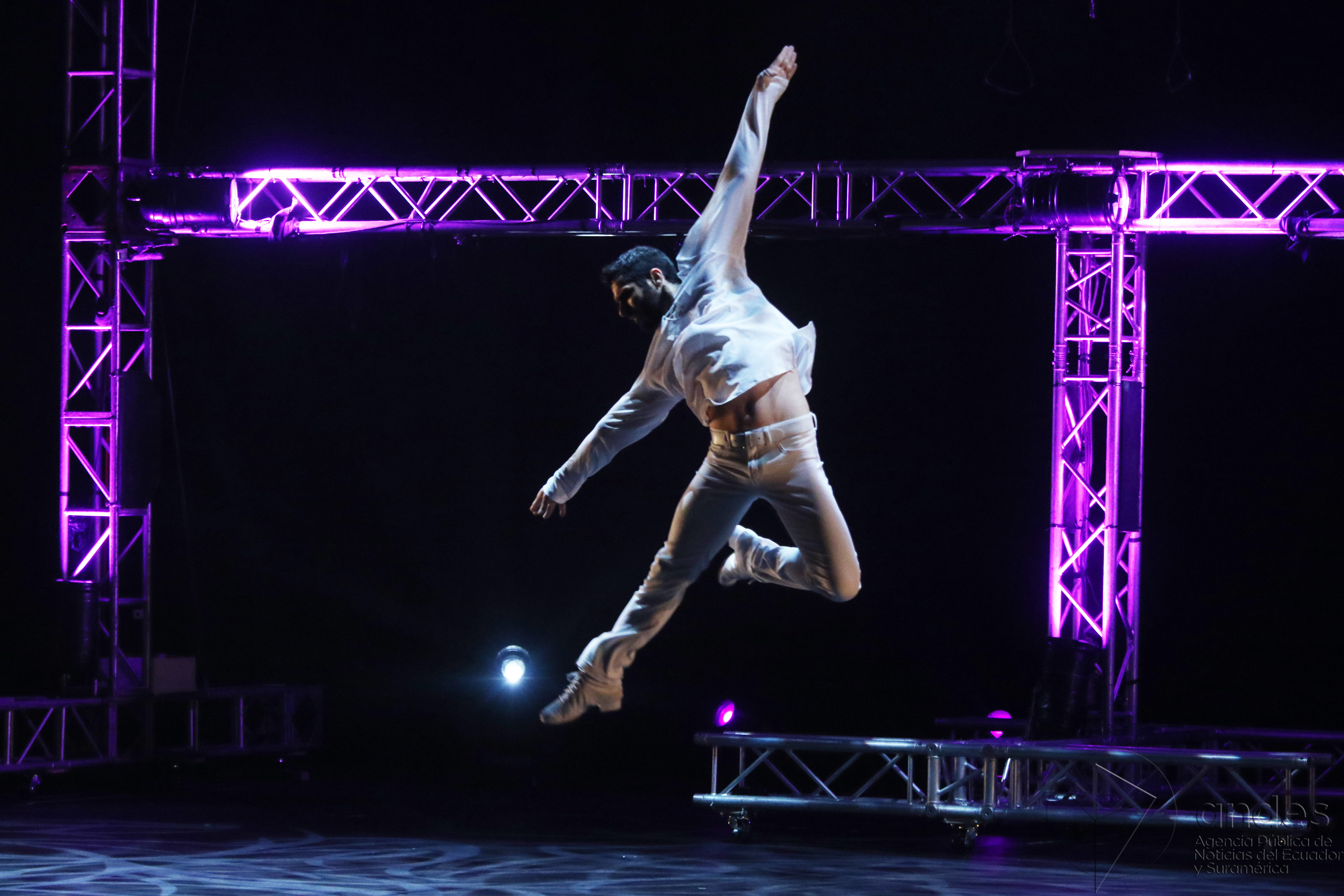
Representacion de Nacidos para Bailar por Los Vivancos